# Temple romain de Cordoue
Le temple romain de Cordoue est un édifice cultuel antique dans la ville espagnole de Cordoue.
Ce grand temple corinthien, très similaire à la Maison carrée de Nîmes, est construit au Ier siècle apr. J.-C. Découvert par des fouilles en 1951, il fait partie, avec un cirque romain situé à proximité, d'un complexe monumental déclaré bien d'intérêt culturel en 2007. Le temple est l'objet, depuis sa découverte, de nombreuses campagnes de fouilles et de mise en valeur qui visent à ouvrir son site au public.

## Localisation
Le temple se trouve à la limite orientale de la ville antique de Corduba à l'époque impériale.
Dans la ville moderne, il est situé dans le centre-ville, au sud de la mairie, à l'angle nord-ouest du croisement des rues Claudio Marcelo y Capitulares.

## Historique et études archéologiques
La construction du temple se déroule au Ier siècle apr. J.-C., entre les règnes de Claude (41-54) et le début de la dynastie flavienne. Il est probablement destiné au culte impérial. Il subit quelques modifications au siècle suivant, sans doute en raison du déplacement du forum. Il semble demeurer en fonction jusqu'au IVe siècle, époque où il est démantelé.
En 1576, le maire de Cordoue acquiert, pour la construction de l'hôtel de ville, des maisons appelées « Los Marmolejos », évoquant peut-être l'existence de vestiges de marbre.
Le temple de Cordoue est découvert à l'été 1951 pendant les travaux d'agrandissement de la mairie ; les excavations révèlent la présence de chapiteaux et de tambours de colonnes. Deux ans plus tard, l'archéologue Antonio García y Bellido identifie les vestiges comme ceux d'un temple romain. La comparaison avec la Maison carrée de Nîmes, dont les dimensions sont presque identiques, permet de préciser certaines de ses caractéristiques architecturales.
La cella est entièrement mise au jour en 1985. En 1994-1995, de nouvelles recherches aboutissent à la découverte d'une esplanade bordée de portiques dont le temple occupe le centre, le tout pouvant être interprété comme un forum romain. En même temps, un cirque romain est identifié à l'extrémité du forum.
Le site archéologique est déclaré bien d'intérêt culturel en 2007. Les fouilles se poursuivent dans les années 2010, en même temps que débutent les travaux de restauration et de mise en valeur dans l'optique d'une ouverture du site au public.
En 2017, la mise en valeur du site se poursuit avec la mise en chantier d'un centre d'interprétation. L'ouverture au public est prévue à l'été 2024.

## Description

Plan du temple.

Le temple occupe la plus élevée d'une série de trois terrasses descendant progressivement vers l'est, la terrasse médiane étant consacrée à un espace de représentation et la terrasse inférieure accueillant le cirque.
Le temple, mesurant 32 × 16 m, est installé sur un podium haut de 3,5 m accessible par un escalier occupant toute la largeur de l'édifice. Le monument lui-même est haut de 9,5 m. Ce temple à pronaos est de type pseudopériptéral hexastyle : six colonnes libres forment sa façade, huit autres colonnes dont deux libres et six engagées dans les murs de la cella prennent place sur chaque grand côté et six colonnes engagées de même forment la face postérieure. Tous les chapiteaux sont d'ordre d'ordre corinthien.
Le temple est presque entièrement construit en marbre.
Un autel est installé à l'est du temple, au pied de l'escalier et dans l'axe du monument.
Les seuls vestiges du bâtiment sont l'escalier, l'autel et des fûts de colonnes et des chapiteaux, mais les parties les plus imposantes du complexe sont les fondations, profondes de 7 m sous la cella qui soutiennent le bâtiment lui-même et les contreforts situés devant l'entrée et disposés en éventail. Cet aménagement est rendu nécessaire pour contenir le poids de l'édifice et de la terrasse sur laquelle il est construit.

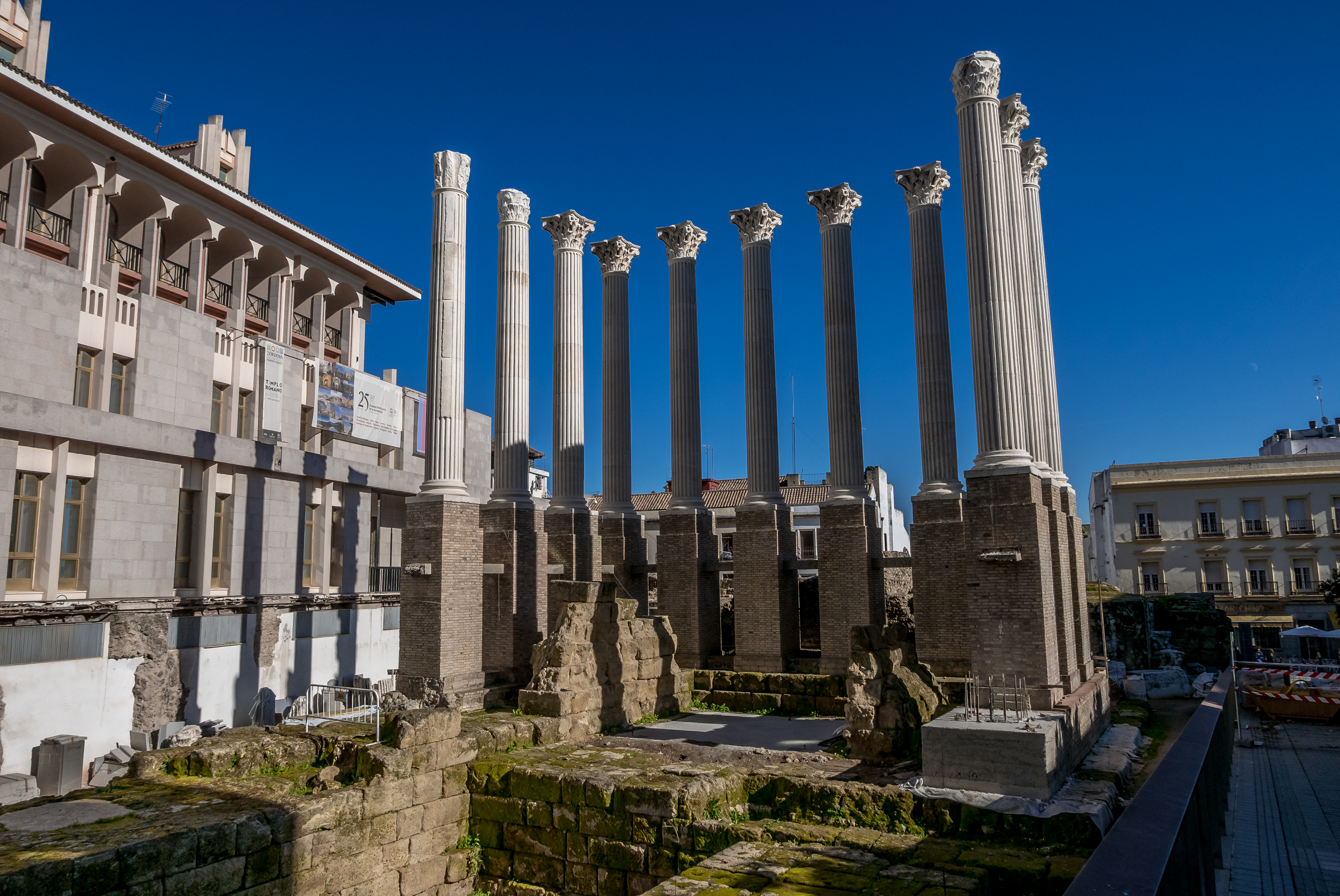
Vue générale.
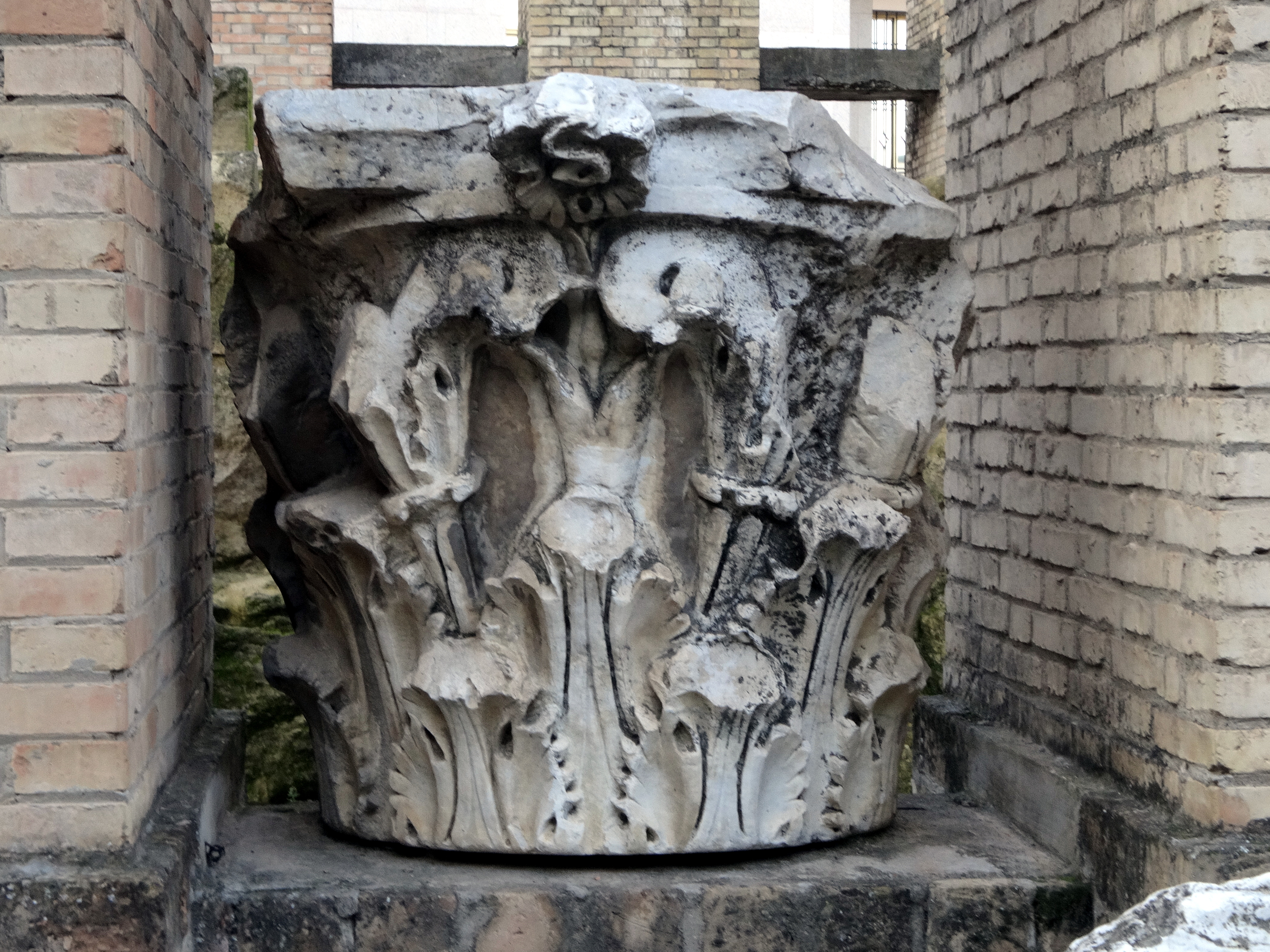
Détail d'un chapiteau.
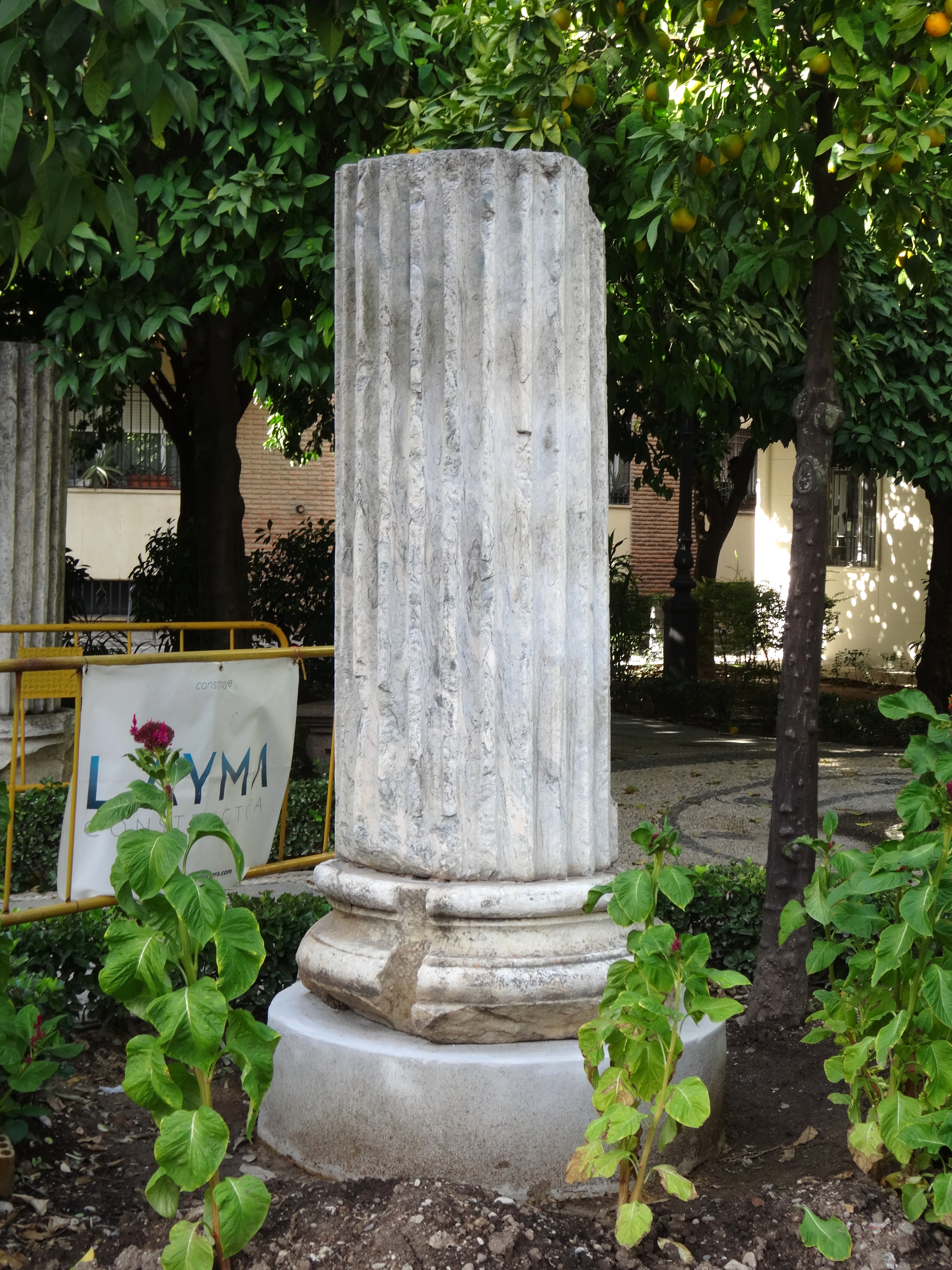
Détail d'une colonne.
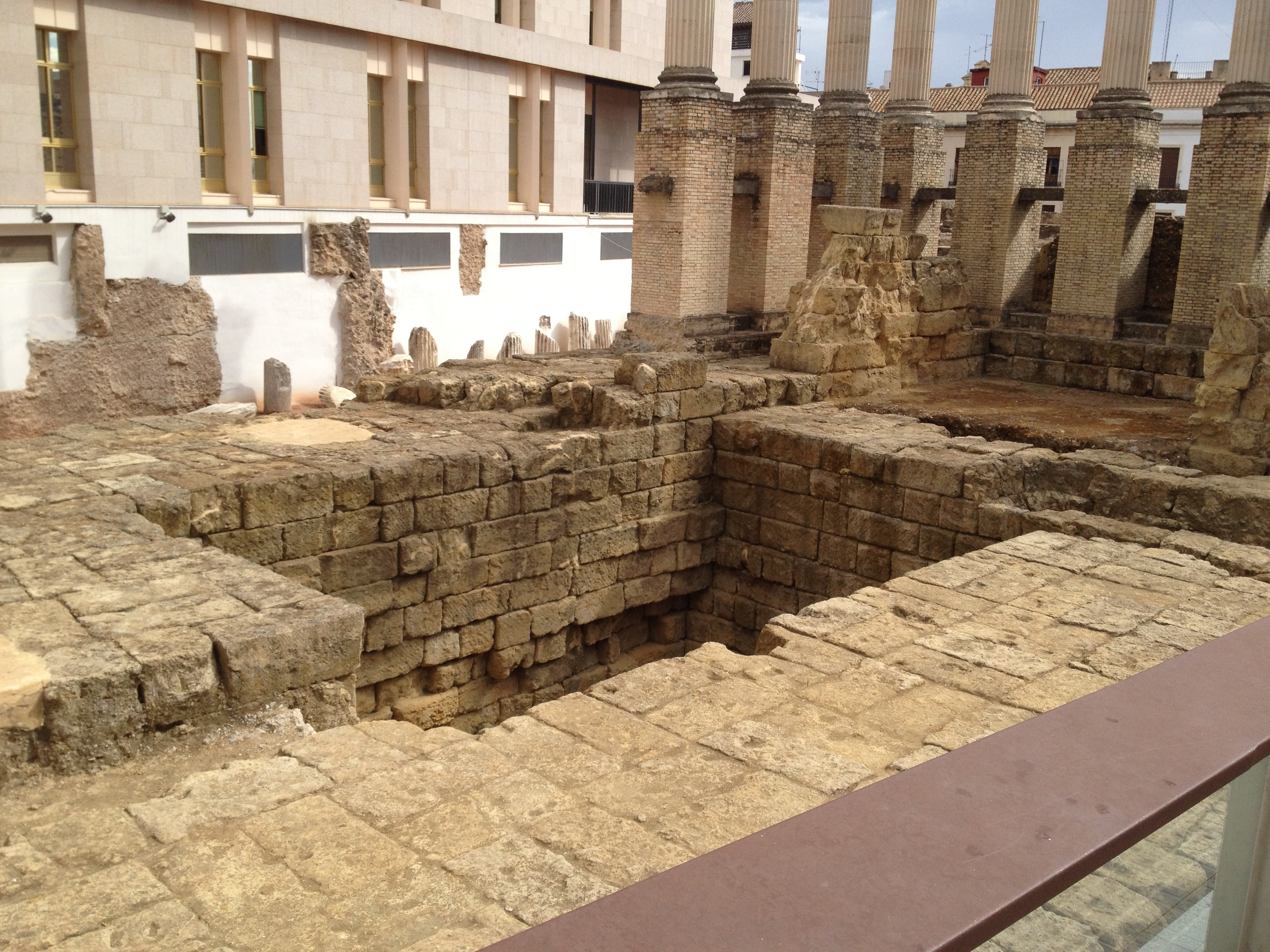
Fondations.
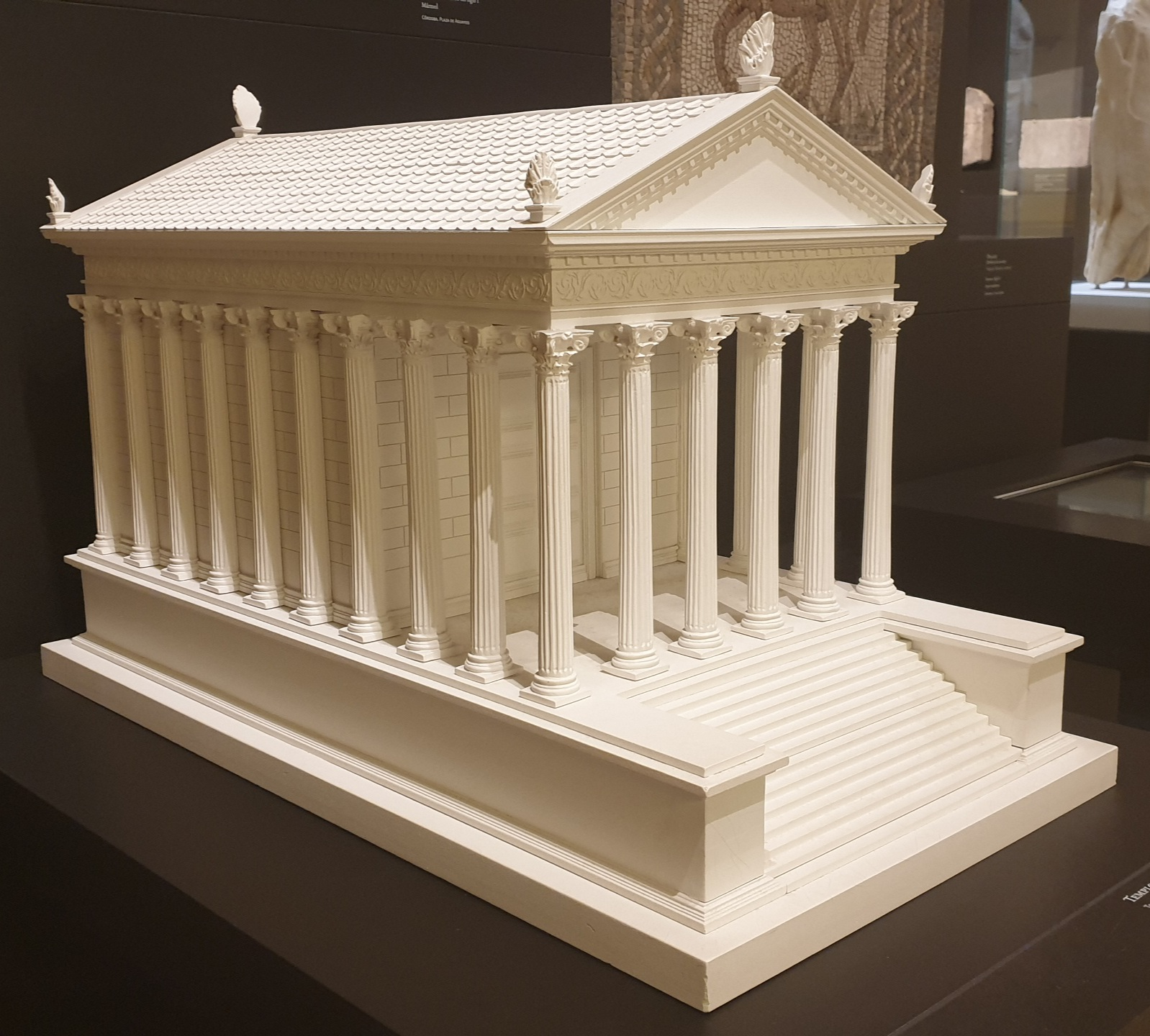
Proposition de reconstitution.
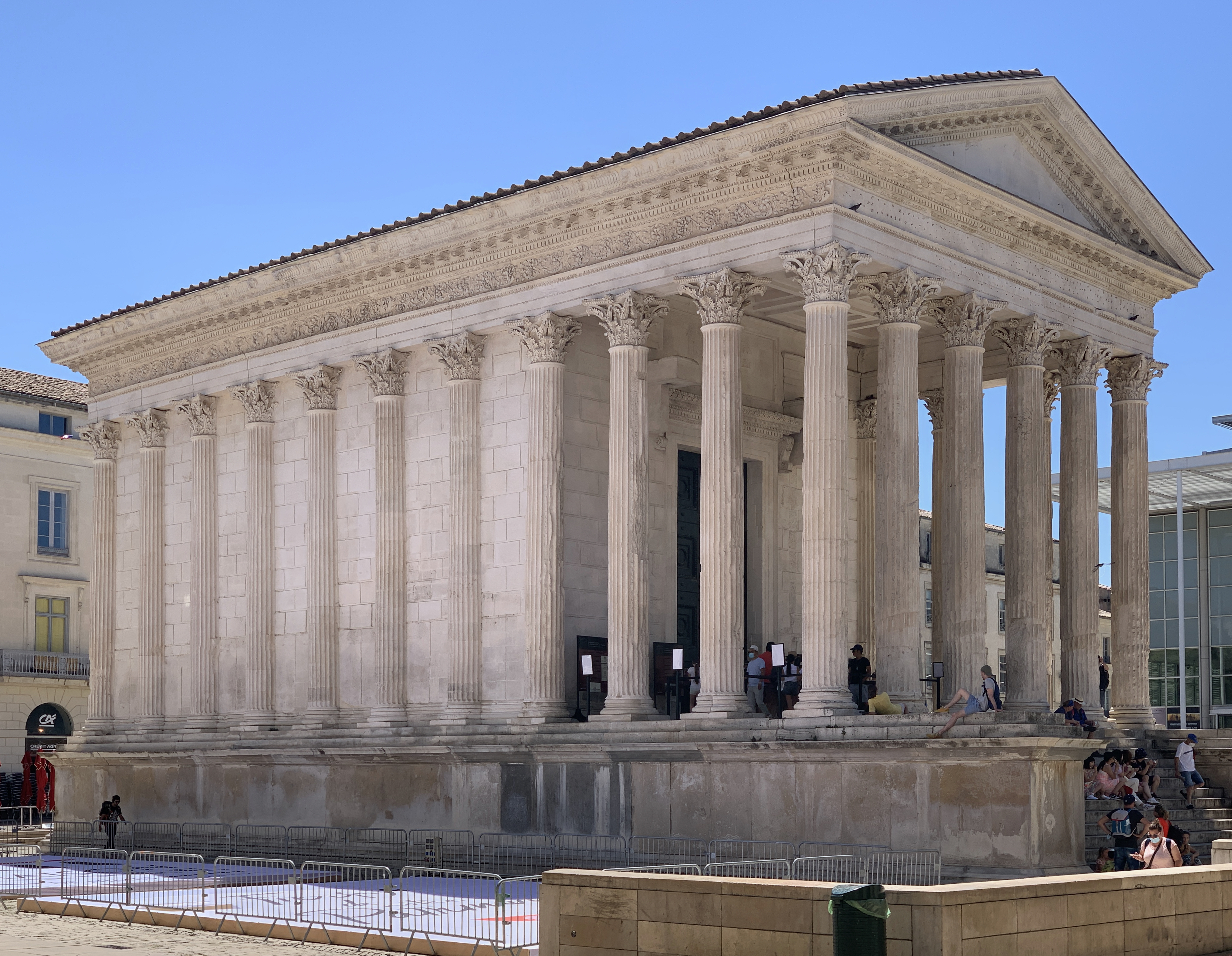
La Maison carrée.